# Ophiocomella sexradia
Ophiocomella sexradia är en ormstjärneart som först beskrevs av Duncan 1887.  Ophiocomella sexradia ingår i släktet Ophiocomella och familjen Ophiocomidae. Inga underarter finns listade i Catalogue of Life.